# Tony Parker
William Anthony "Tony" Parker Jr (Bruges, 17 de maio de 1982) é um ex-jogador de basquetebol francês, nascido na Bélgica. Em sua carreira na NBA, Parker jogou pelo San Antonio Spurs, onde é um dos maiores jogadores da história da franquia e jogou sua última temporada pelo Charlotte Hornets. Tony Parker levantou o troféu de campeão da NBA quatro vezes (2003, 2005, 2007 e 2014) com o San Antonio Spurs, time que defendeu por dezessete anos.

## Biografia
Parker nasceu em Bruges, na Bélgica, mas cresceu na França. Seu pai, Tony Parker Sr., é um afro-americano que jogou basquete universitário pela Universidade Loyola de Chicago e também em times profissionais no exterior. Sua mãe, Pamela Firestone, era uma modelo holandesa e ele tem dois irmãos mais novos. O tio-avô de Parker, Jan Wienese, era medalhista olímpico de ouro no remo.
Após algumas viagens aos Estados Unidos, Parker viu pela primeira vez vários ídolos do basquete como Michael Jordan, Isiah Thomas e Gary Payton. Isso foi o que fez com que Parker levasse a sério o basquete. Aos 15 anos ele entrou no INSEP (instituto nacional de educação física - França) mas acabou sendo relocado para a equipe da segunda divisão Centre Federal. Após uma temporada vitoriosa, Parker voltou para o time principal do INSEP, onde foi o líder em pontos e roubos de bola.
A sua atuação no INSEP chamou a atenção do principal time da França, o Paris Saint-Germain Racing, o qual ele fez parte após terminar seus estudos. No seu primeiro ano como profissional, Tony Parker teve que ficar no banco para observar os jogadores mais velhos, o que o fez evoluir como jogador. No ano seguinte ele foi chamado para a seleção júnior de basquete francesa e ajudou o seu país a vencer o campeonato europeu.
Em 2000 Parker foi convidado para um torneio da Nike, onde vários olheiros e técnicos de universidades e times americanos estariam presentes. Parker foi o principal jogador do evento, recebendo convite das melhores universidades americanas para jogar por elas. Porém, ele preferiu seguir no basquete profissional da França, pois soube que seria titular. Após duas excelentes temporadas francesas e ter sido escolhido o melhor jogador do campeonato europeu de seleções sub-21, Parker voltou a chamar a atenção de equipes da NBA, em especial o San Antonio Spurs.
Parker foi escolhido na primeira rodada do draft da NBA pelo último time, o San Antonio Spurs. Já em sua primeira temporada ele fez impacto para sua equipe, após ter sido escalado como titular. Ele ajudou a sua equipe fazendo muitas assistências e deixando grandes jogadores como Tim Duncan e David Robinson brilharem.
Ele ajudou seu time a vencer quatro títulos da NBA (2003, 2005, 2007 e 2014) e foi considerado o MVP das finais da NBA em 2007.
Parker também é famoso entre as celebridades, pois foi casado entre 2007 e 2010 com a atriz Eva Longoria, do seriado Desperate Housewives.

## Estatísticas da NBA

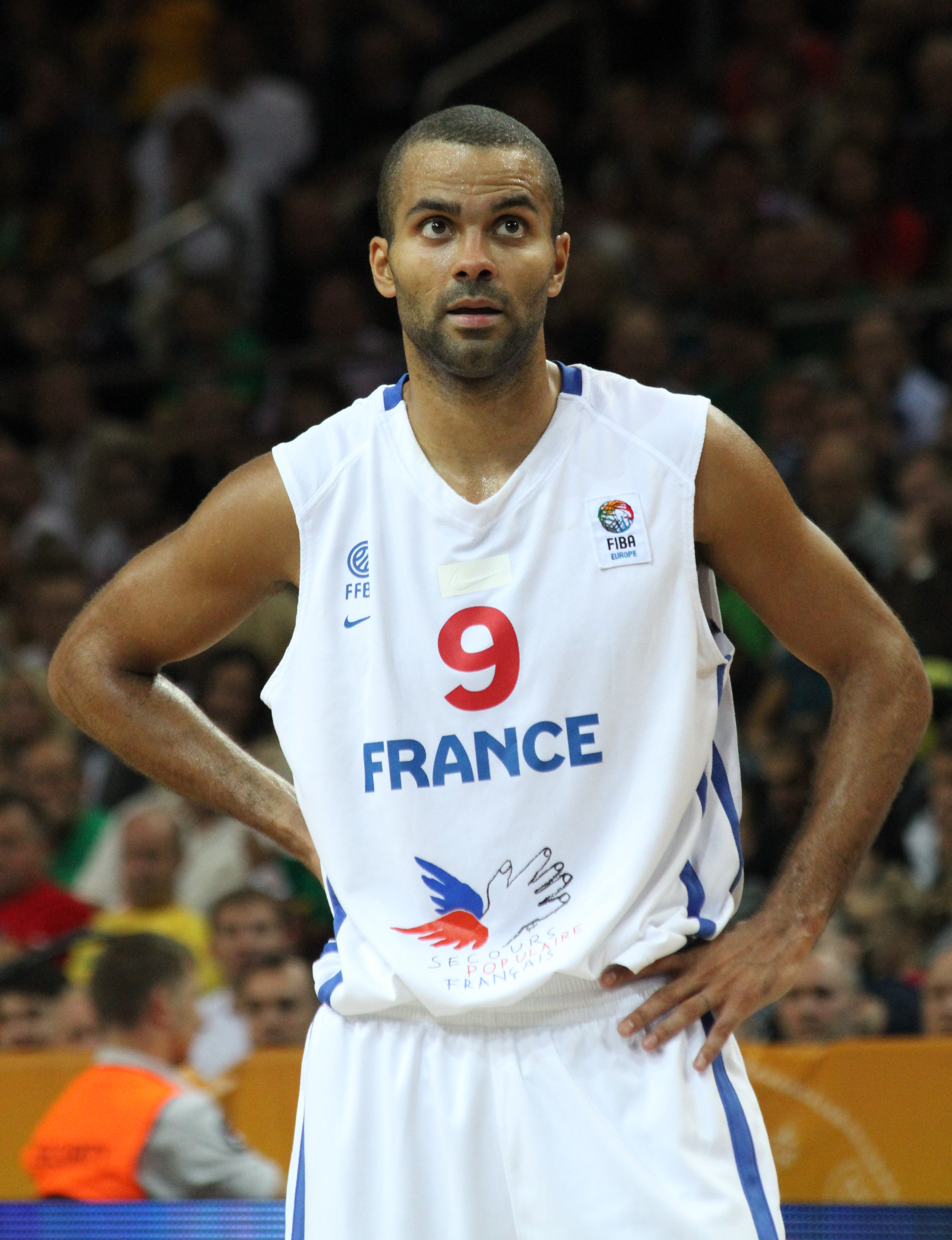
Tony Parker, em 2011, com a camisa da seleção francesa

| † | Campeão da temporada da NBA |

### Temporada Regular
| Ano      | Equipe       | PJ  | PT  | MPJ  | AP   | 3P   | LL    | RT  | AS  | BR  | TO  | PPJ  |
| -------- | ------------ | --- | --- | ---- | ---- | ---- | ----- | --- | --- | --- | --- | ---- |
| 2001-02  | San Antonio  | 77  | 72  | 29.4 | .419 | .273 | .675  | 2.6 | 4.3 | 1.2 | 0.1 | 9.2  |
| 2002-03  | San Antonio† | 82  | 82  | 33.8 | .464 | .337 | .755  | 2.6 | 5.3 | 0.9 | 0.1 | 15.5 |
| 2003-04  | San Antonio  | 75  | 75  | 34.4 | .447 | .312 | .702  | 3.2 | 5.5 | 0.8 | 0.0 | 14.7 |
| 2004-05  | San Antonio† | 80  | 80  | 34.2 | .482 | .276 | .650  | 3.7 | 6.1 | 1.2 | 0.1 | 16.6 |
| 2005-06  | San Antonio  | 80  | 80  | 33.9 | .548 | .306 | .707  | 3.3 | 5.8 | 1.0 | 0.1 | 18.9 |
| 2006-07  | San Antonio† | 77  | 77  | 32.5 | .520 | .395 | .783  | 3.2 | 5.5 | 1.1 | 0.1 | 18.6 |
| 2007-08  | San Antonio  | 69  | 68  | 33.5 | .494 | .258 | .715  | 3.2 | 6.0 | 0.8 | 0.1 | 18.8 |
| 2008-09  | San Antonio  | 72  | 71  | 34.1 | .506 | .292 | .782  | 3.1 | 6.9 | 0.9 | 0.1 | 22.0 |
| 2009-10  | San Antonio  | 56  | 50  | 30.9 | .487 | .294 | .756  | 2.4 | 5.7 | 0.5 | 0.1 | 16.0 |
| 2010-11  | San Antonio  | 78  | 78  | 32.4 | .519 | .357 | .769  | 3.1 | 6.6 | 1.2 | 0.0 | 17.5 |
| 2011-12  | San Antonio  | 60  | 60  | 32.0 | .480 | .230 | .799  | 2.9 | 7.7 | 1.0 | 0.1 | 18.3 |
| 2012-13  | San Antonio  | 66  | 66  | 32.9 | .522 | .353 | .845  | 3.0 | 7.6 | 0.8 | 0.1 | 20.3 |
| 2013-14  | San Antonio† | 68  | 68  | 29.4 | .499 | .373 | .811  | 2.3 | 5.7 | 0.5 | 0.1 | 16.7 |
| Carreira |              | 940 | 927 | 32.6 | .495 | .316 | .752  | 3.0 | 6.0 | 0.9 | 0.1 | 17.1 |
| All-Star |              | 6   | 0   | 18.3 | .522 | .167 | 1.000 | 1.8 | 4.7 | .8  | .0  | 8.8  |

### Playoffs
|  | MVP das finais |

| Ano      | Equipe       | PJ  | PT  | MPJ  | AP   | 3P   | LL   | RT  | AS  | BR  | TO  | PPJ  |
| -------- | ------------ | --- | --- | ---- | ---- | ---- | ---- | --- | --- | --- | --- | ---- |
| 2001-02  | San Antonio  | 10  | 10  | 34.1 | .456 | .370 | .750 | 2.9 | 4.0 | 0.9 | 0.1 | 15.5 |
| 2002-03  | San Antonio† | 24  | 24  | 33.9 | .403 | .268 | .713 | 2.8 | 3.5 | 0.9 | 0.1 | 14.7 |
| 2003-04  | San Antonio  | 10  | 10  | 38.6 | .429 | .395 | .657 | 2.1 | 7.0 | 1.3 | 0.1 | 18.4 |
| 2004-05  | San Antonio† | 23  | 23  | 37.3 | .454 | .188 | .632 | 2.9 | 4.3 | 0.7 | 0.1 | 17.2 |
| 2005-06  | San Antonio  | 13  | 13  | 36.5 | .460 | .222 | .810 | 3.6 | 3.8 | 1.0 | 0.1 | 21.1 |
| 2006-07  | San Antonio† | 20  | 20  | 37.6 | .480 | .333 | .679 | 3.4 | 5.8 | 1.1 | 0.0 | 20.8 |
| 2007-08  | San Antonio  | 17  | 17  | 38.5 | .497 | .350 | .753 | 3.7 | 6.1 | 0.9 | 0.1 | 22.4 |
| 2008-09  | San Antonio  | 5   | 5   | 36.2 | .546 | .214 | .710 | 4.2 | 6.8 | 1.2 | 0.2 | 28.6 |
| 2009-10  | San Antônio  | 10  | 2   | 33.5 | .474 | .667 | .595 | 3.8 | 5.4 | 0.6 | 0.0 | 17.3 |
| 2010-11  | San Antonio  | 6   | 6   | 36.8 | .462 | .125 | .756 | 2.7 | 5.2 | 1.3 | 0.3 | 19.7 |
| 2011-12  | San Antonio  | 14  | 14  | 36.1 | .453 | .333 | .807 | 3.6 | 6.8 | 0.9 | 0.0 | 20.1 |
| 2012-13  | San Antonio  | 21  | 21  | 36.4 | .458 | .355 | .777 | 3.2 | 7.0 | 1.1 | 0.1 | 20.6 |
| 2013-14  | San Antonio† | 23  | 23  | 31.3 | .486 | .371 | .729 | 2.0 | 4.8 | 0.7 | 0.1 | 17.4 |
| Carreira |              | 196 | 188 | 35.7 | .463 | .310 | .727 | 3.0 | 5.3 | 0.9 | 0.1 | 18.9 |

## Prêmios e Homenagens
- Campeão da NBA: 2002-03, 2004-05, 2006-07, 2013-14
  - NBA Finals Most Valuable Player Award (MVP das Finais): 2006-07
- 6 vezes NBA All-Star Game: 2006, 2007, 2009, 2012, 2013, 2014
- 4 vezes All-NBA Team:
  - Segundo time: 2011-12, 2012-13, 2013-14
  - Terceiro time: 2008-09
- NBA All-Rookie Team:
  - Primeiro time: 2001-02